# 托馬斯·香農
小托马斯·阿尔弗雷德·香农（英語：Thomas Alfred Shannon Jr.，1958年—）或稱汤姆·香农（Tom Shannon），是一位美國外交官，曾於2016年至2018年擔任政治事務國務次卿。2017年初香農擔任代理美國國務卿，直至唐納·川普總統提名雷克斯·蒂勒森的說法得到證實。在參議院確認川普總統的提名約翰·J·沙利文之前，還擔任代理美國副國務卿。
自1984年以來，香農一直在美國外交部工作，並曾在世界各地的大使館任職。2005年至2009年擔任西半球事務助理國務卿；2010年至2013年擔任美國駐巴西大使。2013年至2016年擔任美國國務院顧問，2011年兼任代理政治事務國務次卿。2016年2月2日參議院確認香農擔任政治事務國務次卿。不到兩年後，美聯社據報道，香農將辭去該職務，等待指定繼任。
退休後，香農加入阿诺德和波特律師事務所擔任國際政策顧問。
香農目前是普林斯顿大学普林斯頓公共與國際事務學院查爾斯和瑪麗羅伯遜客座教授，也是歷史和外交實踐計畫的聯合主任。
香農目前擔任Inter-American Dialogue董事會聯合主席，也是全球美國人智庫的董事會成員。

## 早年生活和教育
香農於1980年以優異的成績畢業於威廉與瑪麗學院，獲得政府和政治學學士學位。隨後，繼續前往牛津大学大学学院，並在那裡完成哲學碩士學位。1982年獲得哲學博士學位。1983年兩人都從政。香農會說西班牙語和葡萄牙語。

## 職業生涯

### 早期事業
随后，香农加入美国外交部门，成为一名外交官。1984年至1986年，他担任美国驻危地马拉危地马拉城大使馆领事/政治轮值官员；1987年至1989年，担任喀麦隆、加蓬和圣多美和普林西比国家官员；1989年至1992年，担任美国驻巴西巴西利亚大使馆大使特别助理。
1992年至1996年，他担任美国驻南非约翰内斯堡总领事馆地区劳工专员；1996年至1999年，担任美国驻委内瑞拉加拉加斯大使馆政治参赞；1999年至2000年，担任美国国家安全委员会（NSC）美洲事务总监。
2000年至2001年，香农被任命为美国常驻美洲国家组织（OAS）副代表，在路易斯-劳雷多（Luis J. Lauredo）领导下工作。2001年至2002年，香农担任美国国务院西半球事务局安第斯事务总监。2002年至2003年，他担任西半球事务副助理国务卿。
2003年至2005年，香农担任总统特别助理兼国家安全委员会西半球事务高级总监。2005年10月，他成为负责西半球事务的助理国务卿，并一直担任这一职务直至2009年11月由阿图罗-巴伦苏埃拉接替。2010年2月，他被任命为美国驻巴西大使，直至2013年9月。2011年7月至2011年9月期间，他兼任美国国务院负责政治事务的代理副国务卿。2012年，参议院授予香农美国外交事务职业大使衔。

### 代理國務卿

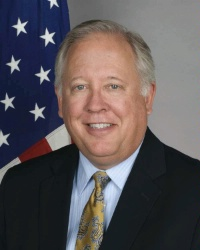
香農擔任大使期間的肖像

2017年1月20日唐納德·川普就任美國第45任總統後，香農成為代理美國國務卿。在任僅12天，參議院於2017年2月1日確認川普總統提名雷克斯·蒂勒森擔任國務卿。
在香農擔任代理國務卿期間，川普總統解雇許多國務院知名高級官員，導致十幾名職業外交官被解僱或被迫辭職，導致國務院大部分高級職業職位空缺。 最值得注意的是，主管軍備控制和國際安全的代理副部長托马斯·M·康特里曼在前往羅馬參加核武問題國際會議的途中發現自己已被立即解除職務。他沒有離開機場，轉身搭乘第一班航班返回華盛頓特區。

### 政治事務副秘書長

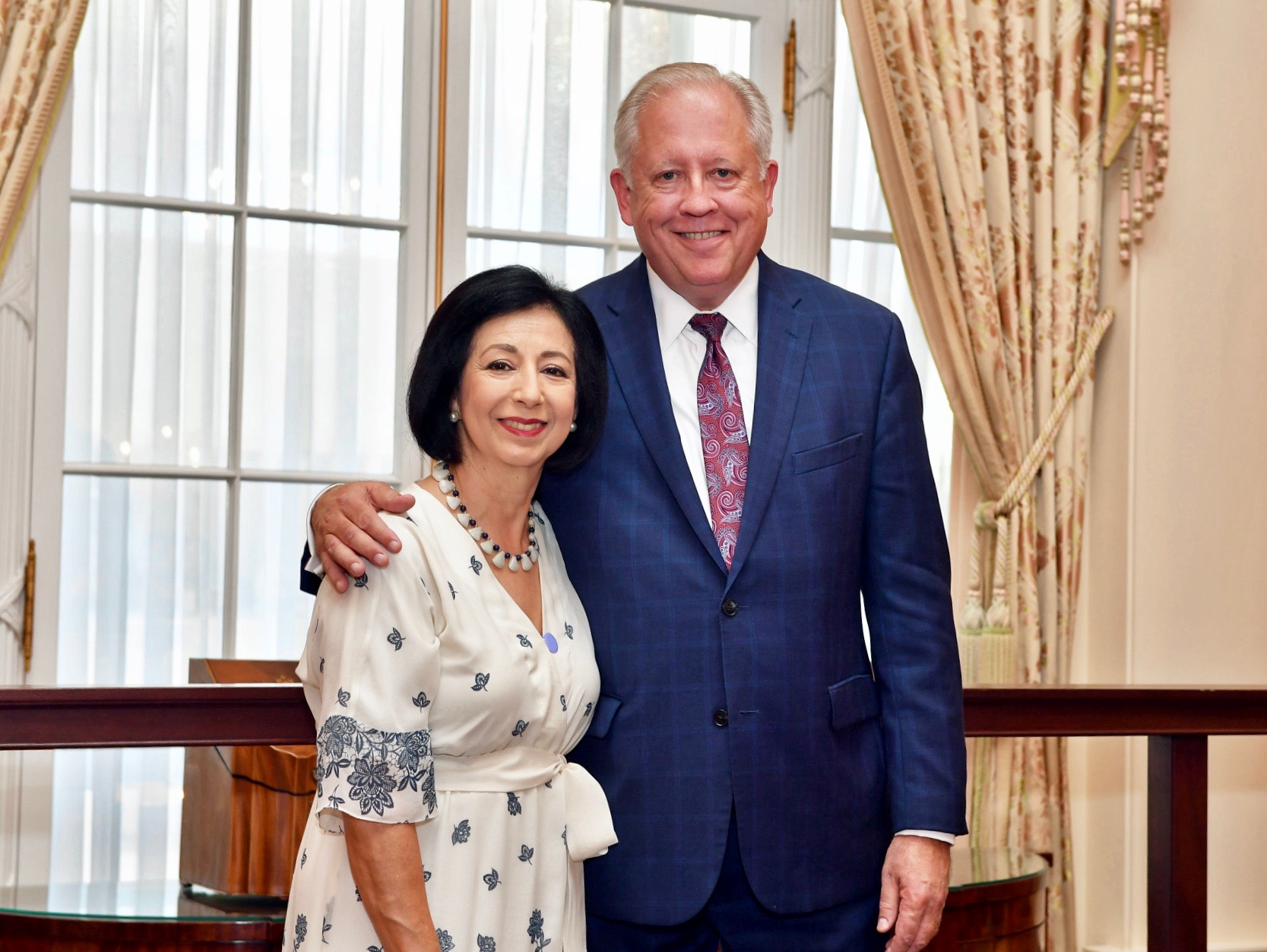
香農2018年從國務院退休後與妻子吉塞拉·香農（Guisela Shannon）

2016年2月2日，參議院確認香農擔任政治事務國務次卿。
2016年6月，香農抱怨中國政府聲稱對南海擁有主權，稱其為「瘋狂」。2016年6月29日會見印度外交部長蘇傑生，表示支持印度政府，稱其為美國在亞太地區的「錨」。
2018年2月1日，香農宣布退休計劃，表示將繼續留任，直到任命替代為止。香農告訴美聯社，退休是出於個人原因，而不是政治原因，並指出他的年齡和他母親最近去世的情況。
2020年，香農與130多名前共和黨國家安全官員簽署一份聲明，聲稱川普總統不適合連任，「為此，我們堅信這符合我們的最佳利益」全國人民希望副總統喬·拜登當選為美國下一任總統，我們將投票給他。

## 個人生活
香濃是優等生榮譽學會成員。

## 外部連結
- C-SPAN內的頁面（英文）